# Triantha japonica
Triantha japonica là một loài thực vật có hoa trong họ Tofieldiaceae. Loài này được (Miq.) Baker miêu tả khoa học đầu tiên năm 1879.